# Eustache le Franchomme de Hognoul
Eustache le Franc-Homme de Hognoul ou Eustache de Dommartin, dit Eustache de Lexhy, surnommé aussi Vieux Franchomme de Hognoul, fut un homme de guerre tenant des Awans dans la guerre des Awans et des Waroux.

## Biographie
En juillet 1299, alors que patriciens et populaces sont en révolte contre le prince-évêque Hugues de Chalon, il pénétra dans la cathédrale Saint-Lambert et actionna la cloche banale, forçant l'évêque à fuir à Huy. En représailles, celui-ci fit raser le domaine d'Eustache.
Accusé d'avoir arrêté la comtesse de Warfusée en campagne, de lui avoir enlevé ses chevaux, sa toilette et ses bijoux, il affirma l'avoir fait par droit de guerre, et qu'il avait lui-même été dépouillé par le comte de Warfusée au combat de Waremme. Il fut condamné à mort par décapitation sur un échafaud le 22 février 1315.
Les auteurs divergent quant à celui qui fut le bourreau : certains affirment que ce fut le maréchal du prince-évêque Adolphe de La Marck, Henri de Hermalle, seigneur de Hermalle-sous-Huy, qui procéda lui-même, d'autres disent qu'ayant reçu le prisonnier, il donna l'ordre de l'exécution.
Quoi qu'il en soit, la mise à mort raviva la guerre des Awans et des Waroux, Eustache étant fort impliqué dans le premier de ces deux clans, qui voulut d'autant plus le venger que Henri de Hermalle était le chef des Waroux.